# Alejandrita
La alejandrita es una variedad del crisoberilo. La característica más llamativa de esta gema y que le da más valor es que tiene distinto color según le dé luz natural o artificial. En la imagen de la derecha se puede observar una alejandrita de 26,75 quilates, verde bajo luz diurna (izquierda) y rojo púrpura bajo luz artificial incandescente (derecha).
El color de la alejandrita resulta del reemplazo a pequeña escala de aluminio por iones de cromo en la estructura cristalina. Esto causa la intensa absorción de luz en un estrecho rango de longitudes de onda en la región amarilla del espectro visible.

## Origen del nombre
La alejandrita fue descrita por primera vez  por el mineralogista finlandés  Nils Gustaf Nordenskiöld en 1842. El nombre honra al zar Alejandro II, a quien Nordenskiöld  había dedicado el descubrimiento el 17 de abril de 1834, aunque hasta 1842 no se nombró como alejandrita.

## Usos
Es un mineral cotizado actualmente en gemología, siendo considerado una piedra preciosa.
Se utiliza también en la fabricación de láseres con una longitud de onda de 755 nm y destinados generalmente a depilación (fotodepilación), sobre todo para pieles claras.

## Yacimientos
La alejandrita se extrae principalmente de yacimientos ubicados en Brasil, Tanzania, Birmania, Zimbabue, Sri Lanka, Rusia, Estados Unidos y México .